# Lichtensteinhöhle

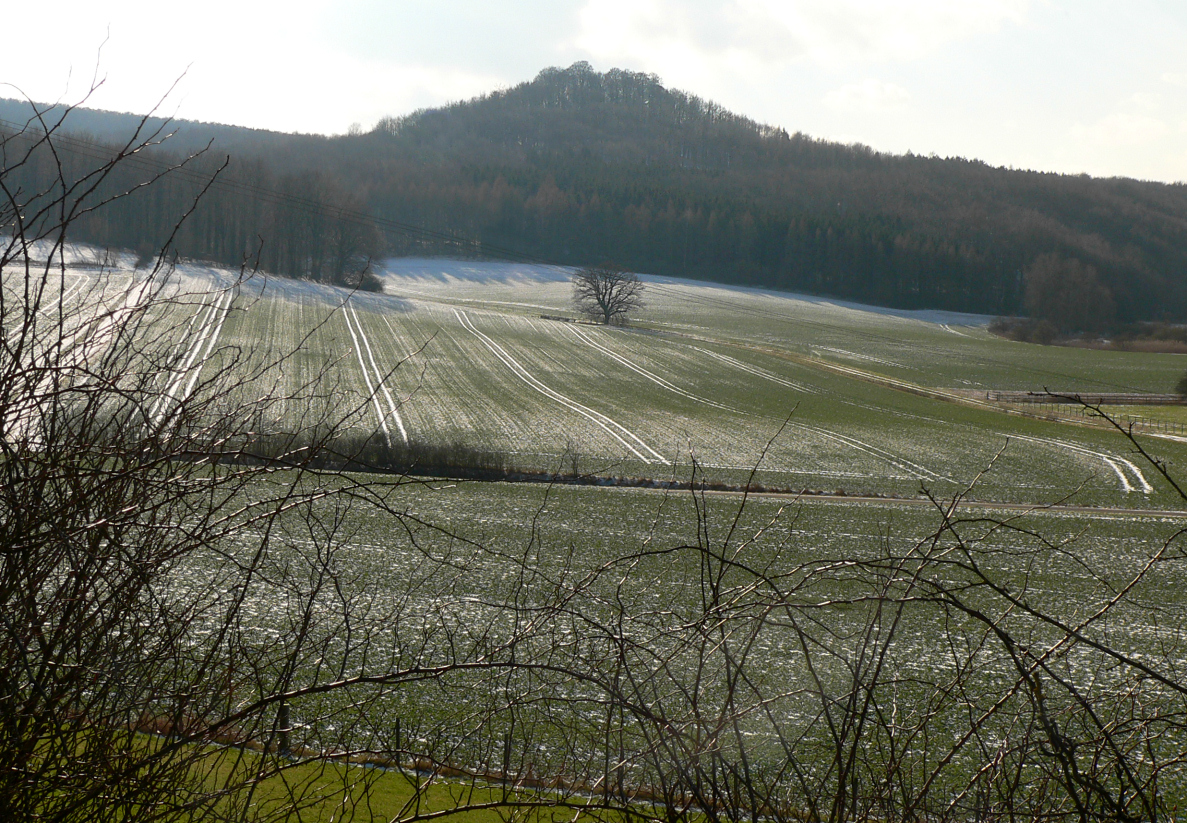
Die Erhebung des Lichtensteins

Die Lichtensteinhöhle, früher Rotkamphöhle genannt, ist eine 1972 entdeckte, etwa 135 m lange und enge Höhle im Berg Lichtenstein bei Osterode in Niedersachsen.
Höhlenforscher stießen 1980 auf einen bis dahin unbekannten Teil und fanden darin die Reste von Menschen aus der späten Bronzezeit. Die erst 2011 abgeschlossenen Untersuchungen an den gut erhaltenen Knochen ließen auf etwa 60 dort bestattete Individuen schließen. Daher ist die um das 1. Jahrtausend v. Chr. genutzte Höhle heute eine der bedeutendsten archäologischen Fundstätten Niedersachsens und gehört zu den herausragendsten bronzezeitlichen Fundplätzen Deutschlands. Die menschlichen Knochen stellen den weltweit größten DNA-Pool der Bronzezeit dar und werden als genetisches Archiv für weitere anthropologische Forschungen genutzt.
Mittels DNA-Analyse konnte bei den menschlichen Überresten weltweit erstmals ein rund 3000 Jahre altes Verwandtschaftssystem rekonstruiert werden. Die anfängliche Einordnung als menschliche Opferstätte wurde später zugunsten eines Kult- und Bestattungsplatzes aus der Urnenfelderkultur revidiert.

## Geographische Lage
Die Lichtensteinhöhle liegt im Südwestlichen Harzvorland im Berg Lichtenstein (260,9 m ü. NHN), auf dem sich die Burgruine Lichtenstein befindet. Im Bergumfeld liegen Förste im Norden, Osterode im Ostnordosten, Ührde im Südosten und Dorste im Südsüdwesten. Etwas westlich der Höhle fließen in der Talniederung die Söse und ihr linker Zufluss Salza (ca. 145 m Höhe). Der kleine Höhleneingang liegt im Wald im unteren Teil des steilen Nordnordwesthangs der Erhebung auf etwa 156 m Höhe.

## Geologie, Entstehungsgeschichte und Größe
Die Höhle liegt in einer Formation von Gipskarst aus der Zechsteinzeit. Sie entstand vor etwa 50.000 bis 100.000 Jahren als Quellhöhle durch einen unterirdischen Bach im Karstgestein. Mit rund 135 m Länge, verwinkelten Gängen mit nur 30 cm Durchlass und einem Raumvolumen von etwa 150 m³ ist sie als klein zu bezeichnen. Außer dem heutigen Zugang wurde 2008 der bis dahin unbekannte Jenschluf als Kriechgang gefunden, der über einen Schacht nach außen führte und den bronzezeitlichen Zugang darstellte. Er hatte sich im Laufe der Zeit mit Sedimenten und Erde zugesetzt.

## Begehbarkeit
Die Höhle ist für die Öffentlichkeit gesperrt. Im Höhlen-Erlebnis-Zentrum der Iberger Tropfsteinhöhle, die etwa 11 km (Luftlinie) nordnordöstlich bei Bad Grund im Harz liegt, befindet sich ein Nachbau der Höhle. Er gibt einen 13 Meter langen Abschnitt wieder und kann begangen sowie teilweise erkrochen werden.

## Entdeckung

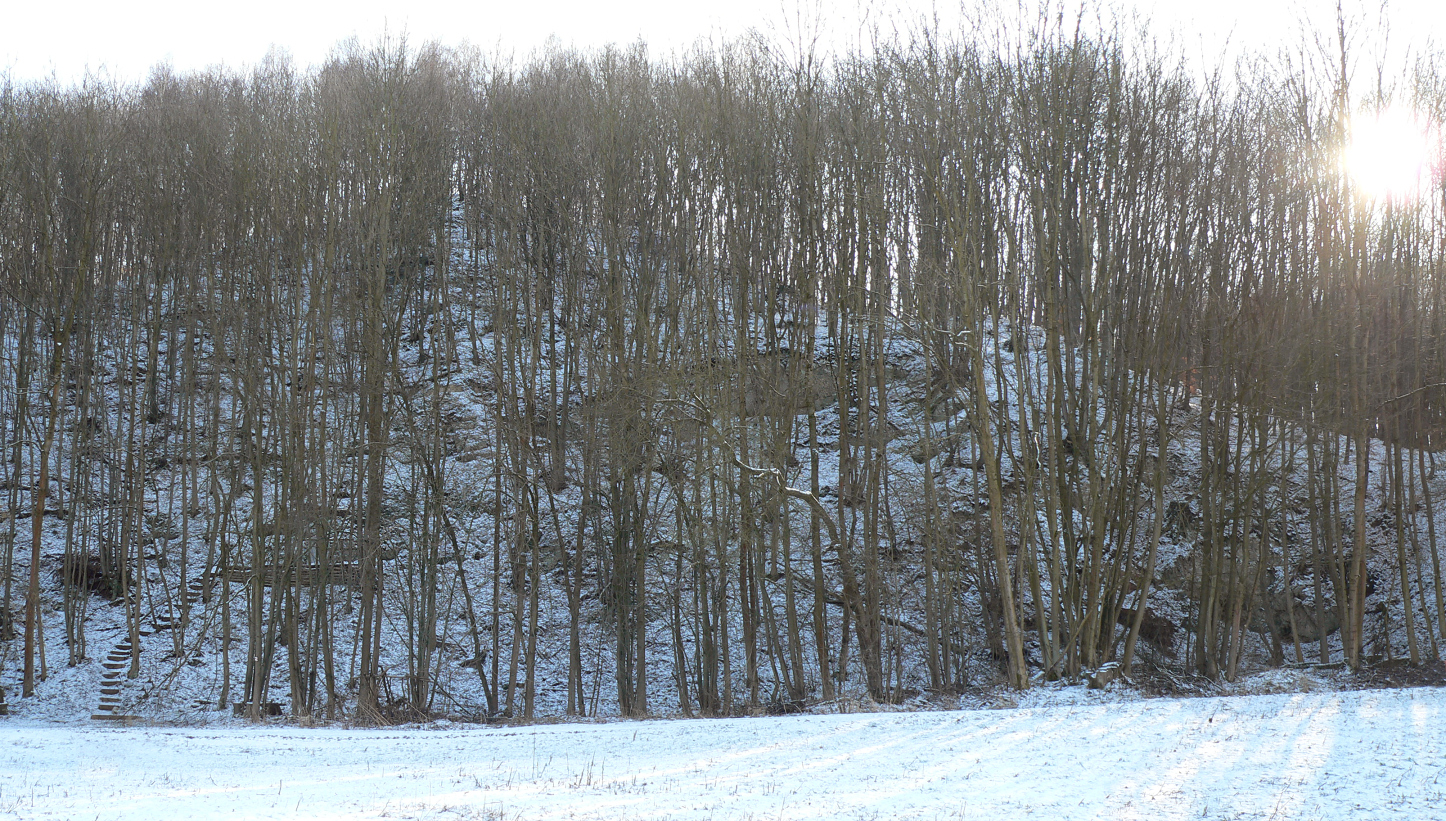
Höhleneingang links am Hangfuß des Lichtensteins mit Treppenstufen

Die Höhle wurde im Frühjahr 1972 entdeckt, als die Heimatforscher Dieter Friebe, Harry Peinemann und Udo Wagner aus Osterode nach einem möglichen Geheimgang oder Fluchtstollen unterhalb der früheren Burg Lichtenstein suchten. Wenige hundert Meter talwärts fanden sie einen engen, rund 60 Meter langen unterirdischen Gang, bei dem es sich aber um eine bisher nicht entdeckte Naturhöhle handelte. Sie erhielt zunächst den Namen Rotkamphöhle, wurde aber später in Lichtensteinhöhle umbenannt. Am 21. März 1973 wurde die Höhle von den Entdeckern mit einer Tür verschlossen, die Jugendliche am 10. Oktober 1974 aufbrachen. Die Tür wurde daraufhin erneuert. Im gleichen Jahr wurde die Höhle auf Betreiben von Höhlenforschern zum Naturdenkmal erklärt. Betreuender Höhlenforscherverein war seinerzeit die Gruppe Wieda der Arbeitsgemeinschaft für niedersächsische Höhlen.

### Weitere Entdeckungen
Im Februar und März 1980 fanden Firouz Vladi, Katrin von Ehren, Ernst-Heinrich, Bernhard Schuhose und Uwe Fricke als Höhlenforscher der späteren Arbeitsgemeinschaft für Karstkunde Harz e. V. am Ende der bis dahin bekannten Höhle eine zugesetzte Gesteinsspalte, die als unpassierbare Engstelle (Schluf) galt.

1980 in der Höhle vorgefundener Knochenhaufen

Sie erweiterten die Öffnung und drangen weiter in die Höhle vor. Dabei entdeckten sie fünf sich anschließende Höhlenkammern (Horstspalte, Fiddi-Kluft, Reinhardsgrotte, Grabkammer, Bernd-Saal), die durch enge und kaum passierbare Gänge verbunden sind. Dieser Höhlenbereich umfasst etwa 40 m², wobei der Bernd-Saal mit 10 m² der größte Raum ist. In ihnen machten sie sensationelle Höhlenfunde in Form von tausenden von menschlichen und tierischen Knochen sowie Bronzegegenstände und Keramik. Mit Ausnahme eines Skeletts lagen die übrigen Knochen vollkommen ungeordnet und durcheinander.
Alle oberflächlichen Fundstücke waren infolge des Höhlenklimas von einer dicken Schicht Gipssinter überdeckt, was eine ausgezeichnete Konservierung darstellte. Sensationell für die archäologische Forschung war die Entdeckung deswegen, weil der Fundort seit Jahrtausenden völlig ungestört war und es sich dem ersten Eindruck nach um eine menschliche Opfer- und Kultstätte gehandelt hatte. Darüber hinaus handelte es sich um einen der wenigen Fundplätze aus der Zeit der Urnenfelderkultur mit unverbrannten Menschenresten. Üblicherweise herrschte zu dieser Zeit der Ritus der Brandbestattung vor.
Die Höhlenforscher meldeten ihre Entdeckung sofort dem Institut für Denkmalpflege in Hannover. Seitens der Behörde wurde wegen der zu erwartenden technischen Schwierigkeiten in der engen Höhle und der als ausreichend betrachteten Zugangssicherung durch eine Stahltür zunächst keine Ausgrabung vorgenommen. Man beschränkte sich 1980 und 1983 auf eine skizzenhafte Erfassung der erkennbaren Funde und barg einzelne Knochen und Bronzegegenstände, die durch spätere Befahrungen der Höhle gefährdet worden wären.

## Ausgrabungen

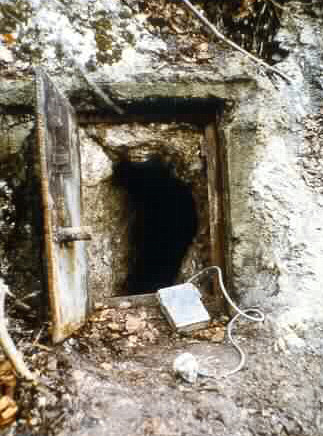
Durch eine Metalltür gesicherter Eingang zur Höhle, um 1980

Bei einer Raubgrabung 1992 wurde die Stahltür zur Höhle mit Hilfe eines Schweißgerätes aufgebrochen. Im hinteren, archäologisch relevanten Höhlenteil wurden oberflächlich sichtbare Bronzegegenstände sowie drei Schädel gestohlen. Der Schaden für die weitere archäologische Forschung war begrenzt, da nachbronzezeitlich gebildete Sedimente die Fundschichten weitgehend geschützt hatten. Aufgrund einer Presseaktion gaben die unbekannten Diebe die Stücke einige Jahre später anonym zurück. Die Raubgrabung zwang zu einer ausgiebigen wissenschaftlichen Untersuchung der gesamten Höhle, die im Jahre 1993 begann. Weitere Ausgrabungen folgten in jährlichen Kampagnen in den Jahren 1995 bis 2005 in Kooperation der Kreisarchäologie Osterode am Harz mit dem Niedersächsischen Landesamt für Denkmalpflege. Bei Vermessungsarbeiten im Höhleninneren stellte man im Jahre 2008 Verfärbungen an den Wänden fest, die auf eine mit Sedimenten zugesetzte Felsspalte deuteten. Daraufhin wurden die Ausgrabungen 2009 wieder aufgenommen. Sie führten zur Entdeckung eines Kriechganges, der als Jensschluf benannt wurde. Darin fand sich ein Bronzedepot mit Schmuckscheiben, Knöpfen und Hakenspiralen, die im nördlichen Thüringen verbreitet waren. Der Boden des Ganges war, wie der Grund der übrigen Höhle, von den Nutzern planiert worden und wies zahlreiche Tierknochen auf. Da im Inneren zerstörte Gefäßkeramik lag, deren Teile zu Gefäßen im Berndsaal passten, war zu folgern, dass die Höhlennutzer nach Zeremonien außerhalb Gegenstände in die Höhle verbrachten. Der Jenschluf war zu früheren Zeiten durch den Versturz eines Felsblocks eingeengt worden. 2010 grub man von außen einen mehrere Meter langen Stollen, der den Archäologen den Zugang zur Höhle erleichterte. Dabei fand man den bronzezeitlichen Zugangsschacht, der über den Jenschluf führte. Er hatte sich nach Aufgabe der Höhlennutzung mit Erde und Steinen zugesetzt. Nach Ausgrabung aller Höhlenräume wurden die Untersuchungen 2011 abgeschlossen.

## Funde

Bei Notbergung 1980 gesicherte Fundstücke

Es wurden etwa 4300 menschliche Knochenteile gefunden, die sich nach ursprünglichen Annahmen etwa 50 Individuen zurechnen ließen. Sie waren beiderlei Geschlechts und gehörten sämtlichen Altersstufen außer Kleinkindern an. Darüber hinaus wurden rund 100 Bronzegegenstände (Ohr-, Arm- und Fingerringe, Armreife) und Keramikteile gesichert. Die Bronze- und Keramikfunde ließen sich zeitlich der Stufe Hallstatt-Stufe HaB vom 10. bis 8. Jahrhundert v. Chr. zuordnen, sodass dieser Abschnitt als Nutzungszeitraum der Höhle anzunehmen ist. Viele der Fundstücke sind im Museum am Berg innerhalb der Iberger Tropfsteinhöhle ausgestellt.

## Untersuchungen
Die gemachten Funde wurden als interdisziplinäres Forschungsprojekt von Anthropologen, Archäozoologen, Botanikern und Metallurgen untersucht. Die gefundenen Knochenreste sind mit Ausnahme der Funde aus der Erstbegehung in einer Kühlkammer bei −20 °C einlagert worden.

### Anthropologische Untersuchungen
Bei 60 Individuen ließ sich das Geschlecht bestimmen. 28 waren weiblich und 32 männlich. Trotz der schwierigen Lebensumstände während der Bronzezeit erreichten mehrere in der Höhle gefundene Menschen ein Alter von 50 und 60 Jahren. 
Skelettuntersuchungen zur früheren Körperhöhe der Individuen ergaben, dass die erwachsenen Personen der durchschnittlichen Körpergröße während der Bronzezeit entsprachen. Dies waren 1,7 m bei Männern und 1,6 m bei Frauen.
Die genaue Todesursache ließ sich bei keinem Individuum ermitteln. Hinweise auf einen gewaltsamen Tod gab es nicht. Die Knochenreste ließen auf einen gesunden Zustand der Menschen, keine schwere körperliche Arbeit und auf Todesursachen, die keine Spuren an den Knochen hinterließen, schließen. Forscher vermuten, dass es sich bei den Toten um Angehörige einer Oberschicht handelte, die sich durch die Bestattung in einer Familiengruft abgrenzten.

### Genetischer Fingerabdruck und Verwandtschaftsbeziehungen
Bei 62 Personen wurde der genetische Fingerabdruck der bronzezeitlichen Menschen mittels DNA-Analyse ermittelt. Der Erhalt der DNA ist den Lagerungsumständen in der Höhle mit gleichmäßig kühler Temperatur um neun Grad und auch der umgebenden Gipschemie zu verdanken.
Eine erste genetische Untersuchung der Funde wurde durch Tobias Schultes im Jahre 2000 abgeschlossen. Die verwandtschaftliche Nähe der bestatteten Personen untereinander wurde weiter durch Felix Schilz untersucht, deren Ergebnisse er in seiner Doktorarbeit ebenfalls an der Universität Göttingen beschrieb. Bisher sind DNA-Typisierungen von 22 Personen gelungen, aus denen sich eine Großfamilie über drei Generationen zurückverfolgen ließ. Damit konnten weltweit erstmals die verwandtschaftlichen Beziehungen einer Menschengruppe rekonstruiert werden, ohne eine Hypothese aufgrund eines archäologischen Befunds.
In drei Fällen handelt es sich bei den Personen um Eltern und Kinder, in zwei weiteren Fällen sind es ein Elternteil mit Kindern. Bei 15 der 22 DNA-typisierten Personen liegen Verwandtschaftsbeziehungen vor. Demzufolge handelte es sich um mehrere Generationen eines Familienclans.

### Nachfahrensuche
Einem Aufruf im Jahre 2007 zur Abgabe einer Speichelprobe unter der alteingesessenen Bevölkerung aus den umliegenden Orten folgten 270 Personen. Dabei wurde ihre DNA auf eine eventuelle Verwandtschaft zu den in der Höhle bestatteten Menschen hin untersucht. Federführend war die Anthropologin Susanne Hummel von der Universität Göttingen. Es konnten elf Personen identifiziert werden, die dieselben genetischen Muster wie ein Großteil der Toten aufweisen. Zwei Männer, die in Dörfern in Sichtweite des Lichtensteins leben, wiesen eine äußerst seltene Erblinie auf. Sie ist mit der eines Mannes aus der Höhle identisch, so dass dies ein Hinweis auf eine über 100 Generationen währende Familienkontinuität ist.

### Weitere Untersuchungen
Zielsetzung weiterer Untersuchungen von Ingrid Jeske war die archäologische Fundbearbeitung (Typologie, Chronologie und kulturräumliche Einordnung) und die Gesamtdeutung der Funde. 
Die menschlichen Reste aus der Lichtensteinhöhle stellen ein biologisch-genetisches Archiv dar. Aufgrund ihres außergewöhnlich guten DNA-Erhaltszustands dienen sie als Material für wissenschaftliche Projekte zu anthropologischen Fragestellungen wie Blutgruppenbestimmung, Immunabwehr, Laktoseintoleranz und HIV-Resistenz.

## Frühere Funktion der Höhle
Nach heutiger Kenntnis war die Lichtensteinhöhle vor rund 3000 Jahren die Grabstätte eines Familienclans, in der rituelle Zeremonien stattfanden. Gefäßreste mit Essensresten sprechen auch für eine kultisch-rituelle Nutzung. Darauf deuten auch die in den Höhlenräumen festgestellten Feuerstellen hin. Darüber hinaus waren die Räume mit Moos, Gras und Getreidestroh weich ausgepolstert. Die Höhle wurde in der Zeit zwischen 1000 und 700 v. Chr. über einen Zeitraum von etwa 100 bis 200 Jahren genutzt. Bei der Entdeckung neigte man anfänglich dazu, die Höhle als reine Menschenopferstätte zu deuten.
Neuerdings wird vermutet, dass es sich bei der anfänglichen Nutzung der Höhle um eine Kult- und Menschenopferstätte gehandelt haben kann. Allerdings fehlen Tötungsspuren an den aufgefundenen Individuen. In der Endphase der Nutzung dürfte es sich um einen Sonderbestattungsplatz gehandelt haben, an dem Personen mit herausragender Bedeutung abgelegt wurden. Die aufgefundenen Personen, darunter auch die Kinder, hatten einen robusten Körperbau, was auf eine gute Ernährung aufgrund privilegierter Stellung schließen lässt. Als Wohnstätte käme eine urnenfelderzeitliche Höhensiedlung in drei Kilometer Entfernung auf dem Gelände der Pipinsburg bei Osterode in Frage, die bei früheren Ausgrabungen gefunden wurde. Die hier siedelnden Menschen werden der Unstrutgruppe zugerechnet, die während der Bronzezeit im Thüringer Becken sesshaft war.

## Märchen
Möglicherweise nimmt ein lokales Märchen direkten Bezug auf die Lichtensteinhöhle. Im Märchen ist von Menschen die Rede, die in einer Höhle wohnen und eines Tages ins Tal ziehen werden, um ein Fest mit den Menschen dort zu feiern.